# Universal City (Texas)
Universal City è un centro abitato degli Stati Uniti d'America, situato nella contea di Bexar dello Stato del Texas.